# Edie McKee Harperová
Edie McKee Harperová (nepřechýleně Edie McKee Harper; 29. března 1922, Kansas City – 10. ledna 2010, Lebanon) byla americká fotografka, umělkyně a ochránkyně přírody. Harperová se 60 let živila jako umělkyně, pracovala s mnoha materiály, včetně dělání soch, malování obrazů, výroby textilu, šperků, litografií atd.

## Životopis
Edith Riley K. "Edie" Mckee Harperová se narodila 29. března 1922 v Kansas City v Kansasu. Harperová byla jedináček a její rodina se v jejích raných letech často stěhovala. Nakonec se rodina usadila v Cincinnati, Ohio poté, co byl její otec najat na pozici u Procter & Gamble. Harperová absolvovala Wyoming High School v roce 1939.

## Druhá světová válka a škola
Harperová navštěvovala Art Academy of Cincinnati, formální umělecký směr, kde se věnovala grafice u Maybelle a Wilsona Stamperových a teorii barev u malíře Josefa Alberse. Svého budoucího manžela, umělce Charleyho Harpera, potkala v roce 1940 první den na Art Academy of Cincinnati. Když přišla druhá světová válka, Harperová přispěal k válečnému úsilí jako fotografka armádního sboru inženýrů, zatímco Charley Harper byl povolán do armády. Edie pořídila fotografie různých staveb na domácí frontě, jako jsou vodní přehrady a cementárny. Své filmy zpracovávala v laboratoři sboru Corps of Engineers. Její fotografie z válečného období se staly vysoce uznávanými a byly vystaveny na výstavě v Cincinnati Contemporary Art Center v roce 1961. Po skončení války mohli Edie i Charley pokračovat ve studiu a v roce 1947 promovat na Art Academy of Cincinnati. Vzali se krátce po promoci a nakonec měli jednoho syna, také umělce, Bretta Harpera. Harperovi cetovali napříč Amerikou na šestiměsíční líbánky, kempovali a vytvářeli umělecká díla z míst, která navštívili, jako byl například Grand Canyon. Toto období inspirovalo oba umělce k celoživotnímu zaměření na divokou přírodu po zbytek jejich kariéry.

## Kariéra
Po válce Harperová pokračovala v práci ve fotografii, ale experimentovala s mnoha alternativními médii, jako je keramika, textil, šperky, sochařství, malba a litografie. Její tvorba je často zastíněna jejím slavným manželem, možná kvůli podobným tématům a grafickému stylu. Kurátor David Lusenhop junior ji označil za „nejpodceňovanější fotografku v Cincinnati.“

## Seznam děl
Umělecká díla Harperové pokrývají mnoho médií, od jejích černobílých fotografií z druhé světové války po její akrylové malby koček a práci na téma Nového a Starého zákona.
Mezi známější díla umělkyně patří:
- Little Red Riding Hood- 1940s[13]
- Maestro, c. 1945 by Edie Harper, olejomalba na desce, 21.25 × 12"{[14]
- 1947 self-portrait[15]
- Woodland Fauna, mural, 1947–1948[16]
- Untitled (123), asi 1950 by Edie Harper, olejomalba na plátně, 18 × 24¼"[17]
- Noazark (1975)
- Third Kind
- Matador
- Little David[12]
- Nine Tails

## Výstavy
- Samostatná výstava fotografií, 1961, Contemporary Arts Center, Cincinnati.[18]
- "Cincinnati modern art & design at mid-century", 2002, Aronoff Center for the Arts[19]
- "Graphic Content", 2006, at Cincinnati's Contemporary Arts Center[20]
- "Minimal Realism: Charley and Edie Harper," srpen 2007, Cincinnati Art Museum[21]
- "Harper Ever After," 2013, Cincinnati Art Museum[22]
- "Modern Cat", červen 2016, Cincinnati Art Museum[23]
- "E is for Edie" Carnegie, samostatná retrospektivní výstava[24]

## Publikace
- Edie Harper omalovánky[25]
- Edie byla ilustrátorkou dětské knihy, My Nose Is Running, Louise Bonnett-Rampersaud.